# (300022) 2006 UE89
(300022) 2006 UE89 es un asteroide perteneciente al cinturón de asteroides, descubierto el 17 de octubre de 2006 por el equipo del Spacewatch desde el Observatorio Nacional de Kitt Peak, Arizona, Estados Unidos.

## Designación y nombre
Designado provisionalmente como 2006 UE89.

## Características orbitales
2006 UE89 está situado a una distancia media del Sol de 2,997 ua, pudiendo alejarse hasta 3,156 ua y acercarse hasta 2,838 ua. Su excentricidad es 0,052 y la inclinación orbital 8,910 grados. Emplea 1895,51 días en completar una órbita alrededor del Sol.

## Características físicas
La magnitud absoluta de 2006 UE89 es 15,8.